# William Gopallawa
William Gopallawa (Singalees: විලියම් ගොපල්ලව Tamil: வில்லியம் கோபள்ளவா) (Matale, Ceylon, 17 september 1896 – Colombo, Sri Lanka, 31 januari 1981) was de laatste gouverneur-generaal van Ceylon en de eerste president van de onafhankelijke republiek Sri Lanka, van mei 1972 tot februari 1978.
Hij werd opgevolgd door J.R. Jayewardene. Hij had vijf kinderen en was boeddhist.